# Tinh diệp thảo
Tinh diệp thảo (danh pháp hai phần: Circaeaster agrestis) là một loài thực vật có hoa, duy nhất trong chi Circaeaster cũng như trong họ Circaeasteraceae theo nghĩa hẹp. Đây là một loài cây thân thảo nhỏ, không lông, được tìm thấy trong các khu vực ở tây bắc Himalaya tới tây bắc Trung Quốc, bao gồm các tỉnh Cam Túc, Tân Cương, Tây Tạng, Thanh Hải, Thiểm Tây, Tứ Xuyên, Vân Nam cũng như tại đông bắc Ấn Độ và Nepal. Chúng sinh sống trong các cánh rừng hay trên các đồng cỏ ẩm ướt, thường dưới các bóng cây hay khe đá, ở độ cao 2.100-5.000 m.

## Đặc điểm
Cây thân thảo, cao 3–10 cm. Các lá mầm thẳng hay hình mũi mác thuôn dài, kích thước 4-11 x 0,6–2 mm, nhẵn nhụi. Lá có cuống; phiến lá dạng hình thoi, trứng ngược, hình thìa hay hình nêm, kích thước 3,5-23 x 1–11 mm, nhẵn nhụi, màu xanh lục ánh hồng xa trục, phần gốc hình nêm, mép lá có răng cưa nhỏ. Các gân lá chủ yếu rẽ đôi. Các lá bắc đối diện với mỗi chùm hoa, ngoại trừ hoa trên cùng. Các hoa có cuống ngắn. Các lá đài hình trứng hẹp, khoảng 0,5 mm, có màng bao và nhẵn nhụi. Nhị hoa dài 0,6–1 mm, nhẵn nhụi, chỉ nhị thẳng; các bao phấn dạng elipxoit, khoảng 0,1 mm. Các lá noãn nhẵn nhụi và dài hơn một chút so với nhị. Bầu nhụy thuôn dài; núm nhụy dạng gần giống elipxoit. Các quả bế thuôn dài và hẹp tới gần như dạng hình thoi, kích thước 2,5-3,8 mm, với các lông gai móc, đôi khi nhẵn. Ra hoa vào tháng 4-6, kết quả tháng 8-9.